# Andrés Conti de Segni
Andrés Conti de Segni (Anagni, ca. 1240—Piglio, 1 de febrero de 1302), también conocido como Andrés Segni, Andrés Conti o Andrés Conti de Anagni, de nombre italiano Andrea Conti di Segni, fue un religioso y sacerdote católica italiano, de la Orden franciscana. Es venerado en la Iglesia católica como beato, cuya memoria celebra el 1 de febrero.

## Biografía
Andrés Conti de Segni nació en Anagni (Lazio-hoy Italia) hacia el año 1240, en el seno de una familia noble, de los Condes de Segni, a la que pertenecieron los papas Inocencio III, Gregorio IX, Alejandro IV (su tío) y Bonifacio VIII (su sobrino). De joven, luego de haber cursado estudios teológicos, entró en la Orden franciscana, en el convento de San Lorenzo de Piglio, donde fue ordenado sacerdote, sin embargo, atraído por la vida eremítica se retiró a una ermita en el Monte Scalambra, en Piglio. Allí pasó toda su vida entregado a la oración y la penitencia.
Su fama de consejero le llevó a recibir muchas personas es busca de ayuda para sus problemas. En la soledad de la ermita escribió un tratado sobre la maternidad de la Virgen. El papa Bonifacio VIII le había ofrecido el capelo cardenalicio, el cual rechazó. Murió el 1 de febrero de 1302.

## Culto
Gracias a su fama de consejero, Andrés Conti se ganó la simpatía, ya en vida, de muchas personas que le consideraban un santo. Inmediatamente después de su muerte se comenzó a tributarle un culto popular. Este culto, conocido en la Iglesia católica, como inmemorial, fue confirmado por el papa Inocencio XIII el 11 de diciembre de 1724.
El Martirologio romano recuerda la memoria del beato Andrés Conti el 1 de febrero. Es considerado patrón de Piglio (Italia), donde se celebra el 1 de febrero con solemnidad. En la diócesis de Anagni es memoria obligatoria y se lo celebra el 3 de febrero, lo mismo que en toda la Orden franciscana. Sus reliquias son veneradas en la iglesia de San Lorenzo de los franciscanos conventuales de Piglio.
Andrés Conti es representado normalmente con un capelo cardenalicio en sus pies, como signo del rechazo a la propuesta del papa Bonifacio VIII que le había ofrecida elevarlo a la dignidad de cardenal. También se le representa con un ángel que le entrega la estola, símbolo de su sacerdocio.